# Zabytki w Bieczu

Zabytki Biecza:
1. Fundamenty zamku na Górze Zamkowej
2. Kościół Bożego Ciała
3. Baszta kowalska
4. Dom Barianów-Rokickich wraz z basztą radziecką
5. Kromerówka
6. Ratusz z wieżą
7. Dawna Synagoga
8. Gród starościński
9. Szpital św. Ducha
10. Klasztor Franciszkanów
11. Szczątkowy kirkut

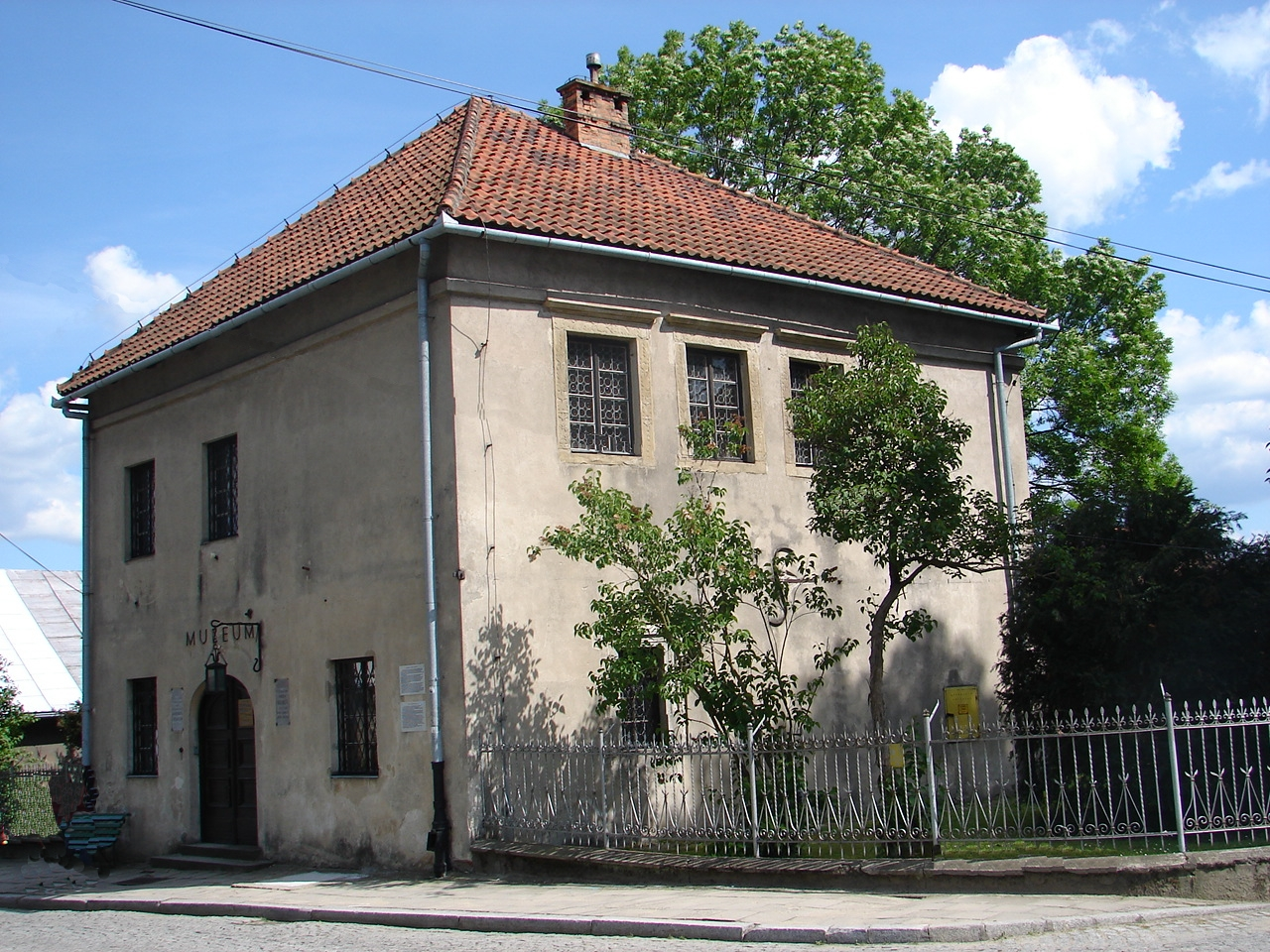
Dom Kromera

Biecz jest miastem zabytków. W XV i XVI w. powstawało wiele obiektów architektonicznych o charakterze publicznym oraz okazałych kamienic mieszczańskich. W mieście istniało aż siedem kościołów.
W rejestrze zabytków widnieje dzielnica staromiejska Biecza. Teren ten został w XIV wieku obwiedziony murami, a na środku został wytyczony prostokątny rynek. Znajduje się na nim ratusz z wieżą, pierwotnie gotycki, przebudowany w XVI wieku. W Bieczu można zwiedzić późnogotycki kościół Bożego Ciała oraz zespół klasztorny franciszkanów z barokowym kościołem z XVII wieku. W mieście znajduje się najstarszy zachowany budynek szpitalny w Polsce – szpital Św. Ducha z XIV wieku ufundowany przez królową Jadwigę.
Jednym z obiektów zabytkowych jest Dom Kromera, gdzie wewnątrz zachował się rozkład pomieszczeń i wystrój architektoniczny z XVI wieku, w tym rzeźbione kolumny międzyokienne z 1612 r.
Do zabytków miasta należą:
- układ przestrzenno-urbanistyczny miasta pochodzący ze średniowiecza. Miasto zostało pierwotnie zbudowane na kształcie elipsy[4]. Teren został otoczony murami, a na środku został wytyczony prostokątny rynek[3].
- zespół murów obronnych powstałe w XIV w. Początkowo miały długość ok. 1200 metrów, lecz do dzisiaj zachowały się tylko fragmenty – w okolicach kościoła parafialnego oraz resztki murów z częścią przyziemną kwadratowej baszty koło szpitala Św. Ducha. Do zespołu murów obronnych należą także trzy zachowane baszty: Kowalska, Rzeźnicka (dzwonnica) oraz Radziecka. Niedaleko kościoła znajdują się fundamenty jednego z trzech znanych w Polsce barbakanu[5].
- ratusz z wieżą, wznoszący się na rynku, pierwotnie gotycki, przebudowany w XVI w. W XIX w. rozebrano część wschodnią. Fundamenty tej części odkryto w 1958 r. i uczytelniono klinkierem. Wieża jest ozdobiona techniką sgraffito i ma 58 metrów wysokości. Na ścianach widnieją herby i tablice oraz tarcza zegara z XVI w. z 24-godzinnym podziałem[6]. W najniższej piwnicy wieży znajduje się loch, do którego wtrącano skazańców. Wyżej znajdowała się cela będąca miejscem tortur[7].
- Kościół Bożego Ciała wraz z otoczeniem pw. Piotra i św. Pawła należący do najcenniejszych zabytków architektury sakralnej w Polsce[8]. Jest to późnogotycki, trójnawowy kościół halowy. Najstarszą jego częścią jest prezbiterium zbudowane przed 1480 r. W kościele znajduje się Oratorium Królowej Jadwigi, gdzie, według legend, królowa miała się modlić w czasie pobytów w Bieczu[9], belka tęczowa z datą 1488 oraz pulpit muzyczny, późnorenesansowy z 1633 r., jedyny w Europie[10].
- zespół klasztorny Reformatów, wraz z jednonawowym, barokowym kościołem pw. św. Anny. Obraz w głównym ołtarzu przedstawia św. Annę. Obok ołtarza na ścianie wisi obraz Zdjęcie z krzyża, obraz wykonany prawdopodobnie przez artystę z kręgu El Greca[11]. W prezbiterium za głównym ołtarzem znajduje się pulpit muzyczny z XVIII w. W klasztorze pochowany jest Wacław Potocki[12]. Franciszkanie przechowują w swoim klasztorze ponad 2000 cennych ksiąg.
- szpital Św. Ducha ufundowany przez królową Jadwigę w 1395[13]. Jest to najstarszy zachowany budynek szpitalny w Polsce. Został zbudowany na planie prostokąta o wymiarach 21 × 10,5 m. Ogólnie przyjmuje się, że uposażenie szpitala w Bieczu było jednym z najbogatszych w kraju. W XIX w. budynek został poddany remontowi i do ok. 1950 r. służył biednym. Obecnie jest ponownie remontowany. Ze szpitalem łączył się ściśle kościół św. Ducha. Kościół jednak zaczął popadać w ruinę i został rozebrany pod koniec XVIII w.
- renesansowa kamienica, tzw. Kromerówka, która tak naprawdę nigdy nie należała do Kromera. Budynek został wzniesiony w 1519 r. czyli dopiero 7 lat po narodzinach Kromera[14]. Należał do zamożnej rodziny Chodorów. Wewnątrz zachował się oryginalny rozkład pomieszczeń i wystrój architektoniczny. Na uwagę zasługują rzeźbione kolumny międzyokienne z 1612 r. Obecnie znajduje się tu Muzeum Regionalne. Zbiory muzeum obejmują zabytki kultury materialnej, ludowej, sztuki i numizmatyki.

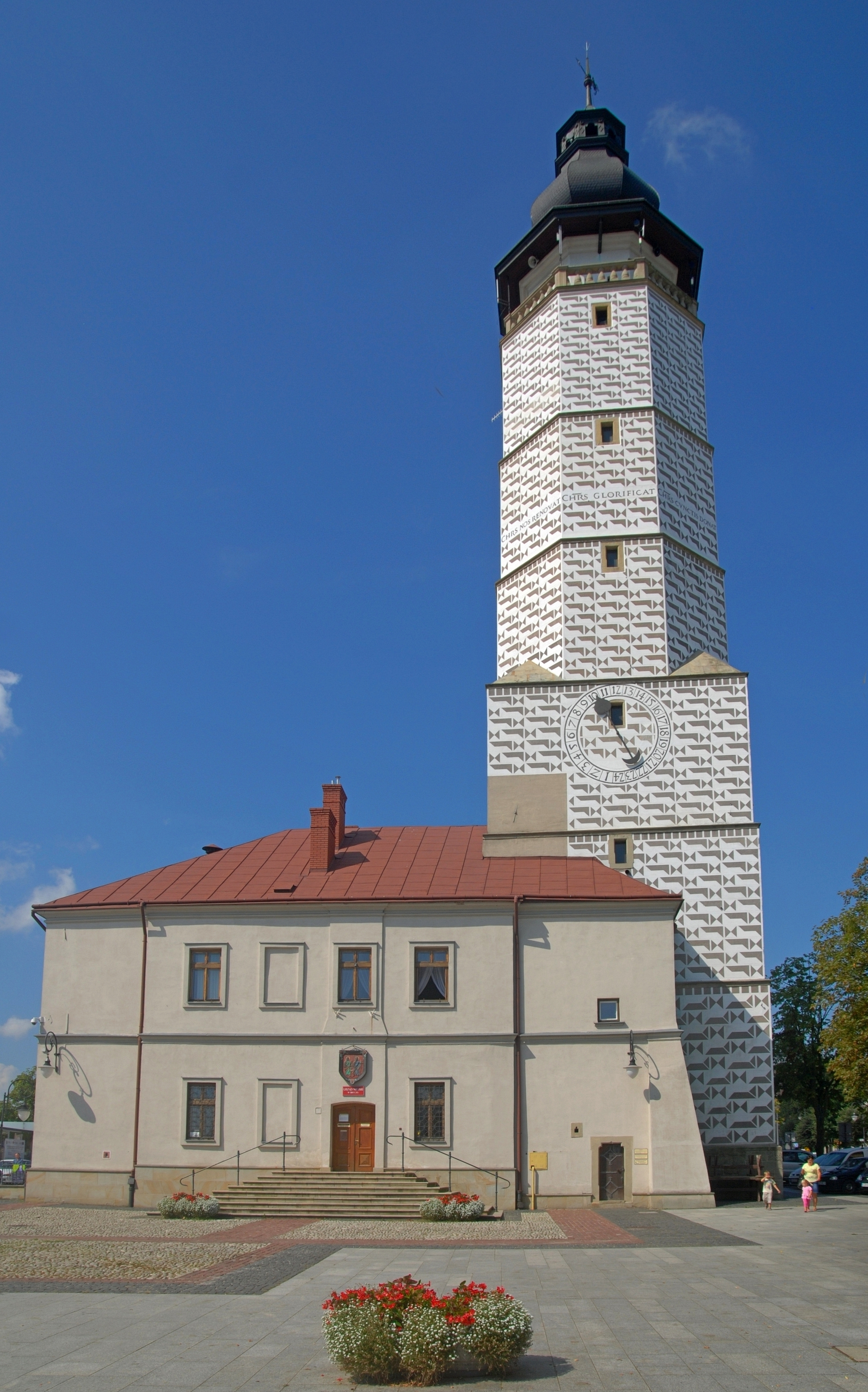
Ratusz
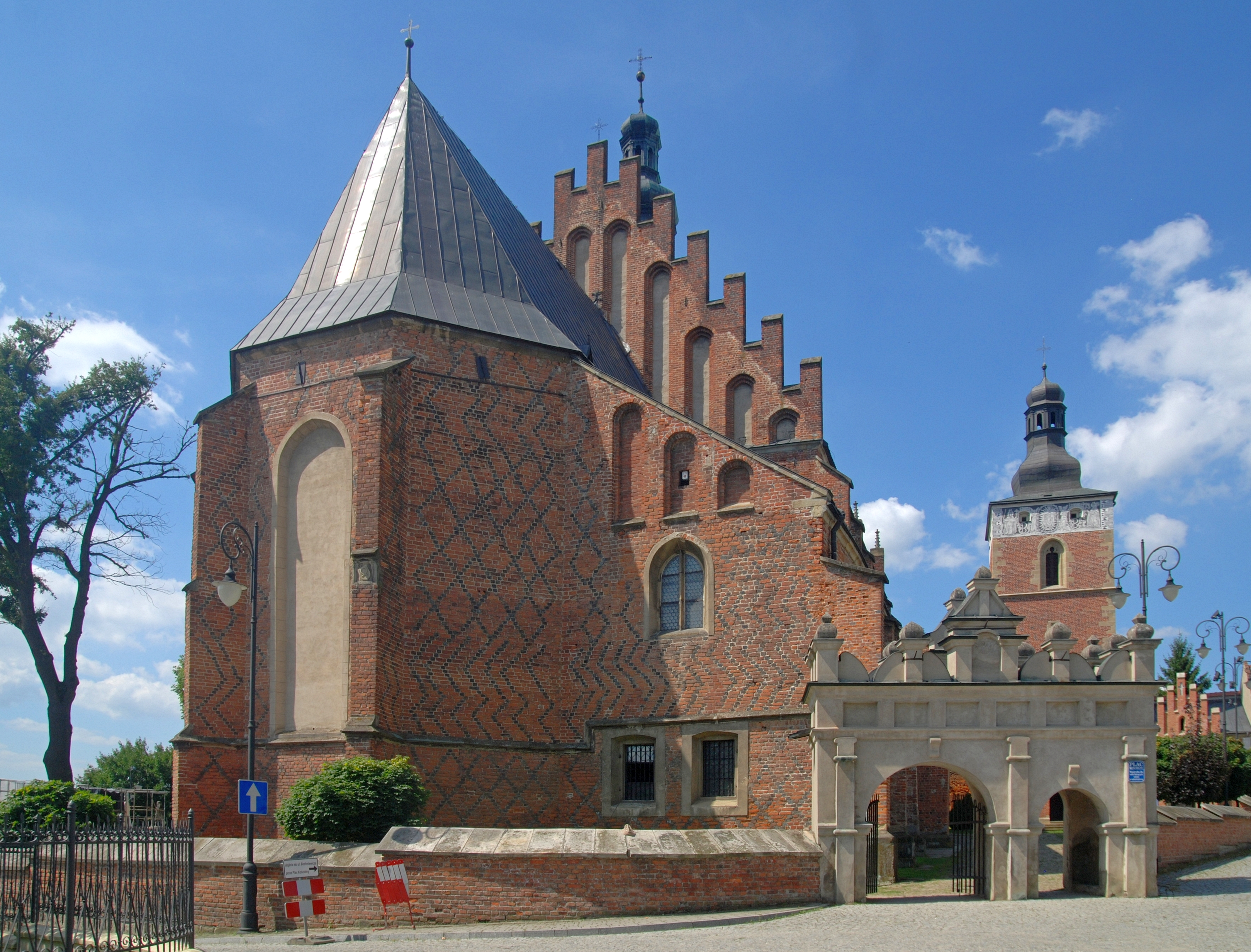
Kolegiata Bożego Ciała
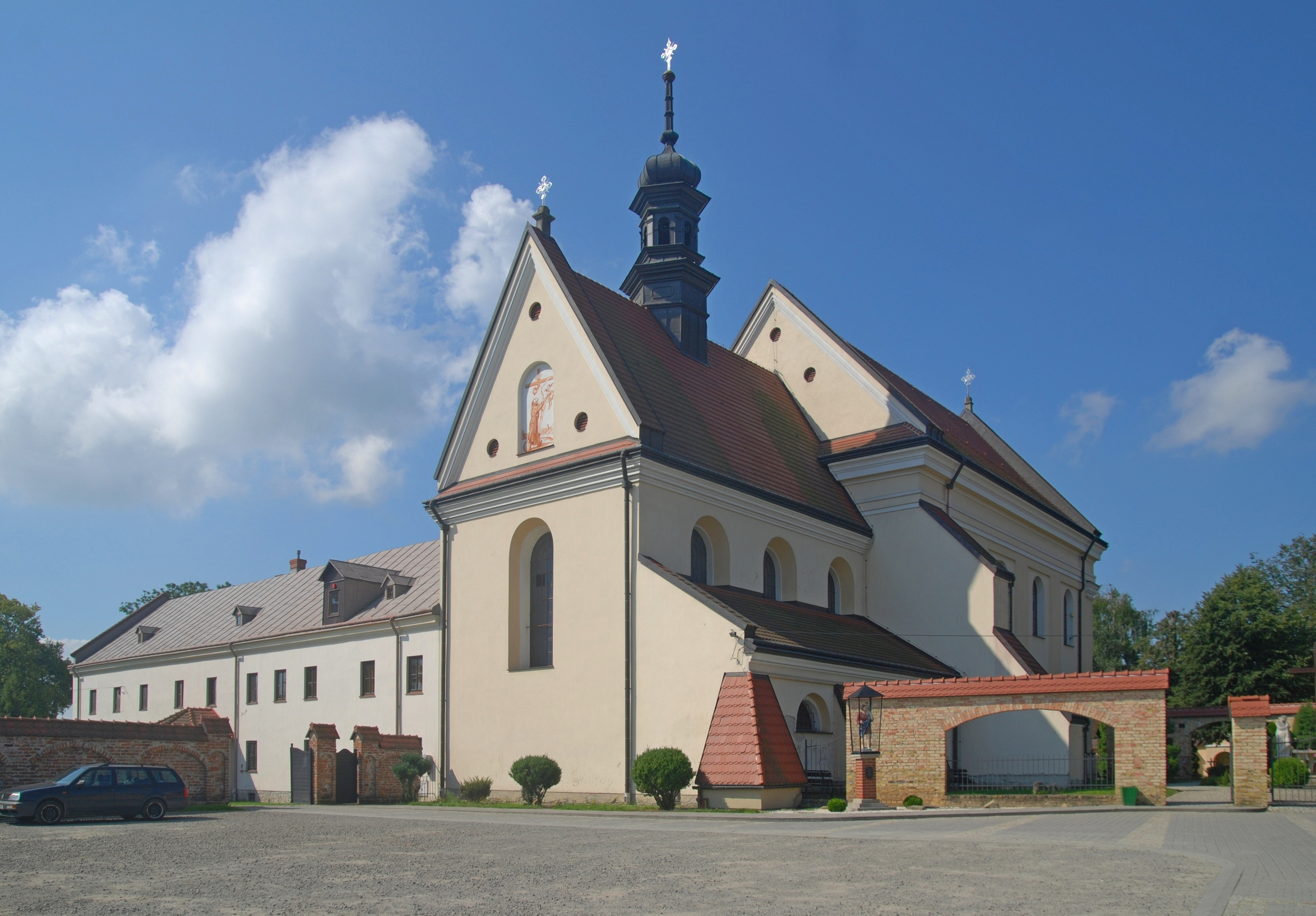
Kościół i klasztor franciszkański

- Dom Barianów-Rokickich, tzw. Stara Apteka jest budynkiem z 1523[15]. Niedługo po wybudowaniu dom nabył Marcin Rokicki i urządził w nim aptekę. Budynek rozbudowali kolejni spadkobiercy Rokickiego. Od XVII w. budynek przestał pełnić funkcję apteki i wielokrotnie zmieniał właścicieli. Dopiero w 1963 roku nabyła go Miejska Rada Narodowa.
- kapliczka św. Floriana znajdująca się w północno-wschodniej części rynku,
- Dom zbója Becza znajdujący się w południowo-zachodniej części Rynku. Nazywany tak w związku z legendą o zbóju Beczu[4]. W XVI w. należała do rodziny Chodorów. Dobudowano wówczas piętro, browar i piwnice. W 1666 założono w niej aptekę. Obecnie znajduje się tam bar[15].
- Gród starościński, wzniesiony w pierwszej połowie XVI w. W 1642 r. został przeniesiony tutaj sąd grodzki. W grodzie w latach 1667–1676 urzędował Wacław Potocki[12]. Budynek popadł w ruinę po 1783 r. Nazwa jednak mocą żywej tradycji przetrwała do dziś.
- dworek Nędzówka, pochodzący z XVIII w. murowany dworek, budowany w latach 1775 – 1799. Do połowy XX w. był parterowym zdewastowanym budynkiem; po remoncie dobudowano piętro i obecnie ma w nim siedzibę kilka organizacji pozarządowych i społecznych.
- dawna Synagoga zbudowana w połowie XIX wieku, po pożarze w 1905 roku odbudowana. Obecnie pozostały tylko fragmenty polichromii oraz wmurowana w ścianę tablica poświęcona ofiarom holocaustu. Charakterystycznym elementem są dwa rzędy półokrągło zakończonych okien. Obecnie mieści się w niej Rada Miejska, Urząd Gminy i biblioteka.

Zabytki nieistniejące:
- Zamek w Bieczu